# Bunzlauer Kleinbahn
| Kursbuchstrecke: | 129a (1934) 156k (1944) |                                                   |                                                   |
| Streckenlänge: | 25 km                   |                                                   |                                                   |
| Spurweite: | 1435 mm (Normalspur)    |                                                   |                                                   |
| |                         |                                                   |                                                   |
| \| \| \| \| \| \| \| 0,0 \| Bunzlau Kleinbahnhof (später: Ost) Bolesławiec \| Bunzlau Kleinbahnhof (später: Ost) Bolesławiec \| \| \| \| \| \| \| \| \| nach Modlau \| \| \| \| \| Bunzlau Staatsbahnhof/Industriegleise \| \| \| \| 2,8 \| Gnadenberg \| Gnadenberg \| \| \| 4,2 \| Klein Krauschen Kruzyn \| Klein Krauschen Kruzyn \| \| \| \| \| \| \| \| 7,3 0,0 \| Alt Warthau-Nieschwitz (Alt Warthau am Goldbach) \| Alt Warthau-Nieschwitz (Alt Warthau am Goldbach) \| \| \| \| \| \| \| \| \| \| \| \| \| 8,4 \| Alt Warthau Dorf \| Alt Warthau Dorf \| \| \| 1,6 \| Neu Warthau \| Neu Warthau \| \| \| 2,3 \| Neu Warthau West \| Neu Warthau West \| \| \| \| Agl Grube Konrad \| \| \| \| 11,6 \| Mittlau \| Mittlau \| \| \| \| Agl Grube Konrad \| \| \| \| 14,6 \| Nieder Großhartmannsdorf (später: Nord) \| Nieder Großhartmannsdorf (später: Nord) \| \| \| 15,9 \| Ober Großhartmannsdorf \| Ober Großhartmannsdorf \| \| \| 20,7 \| Gröditzberg \| Gröditzberg \| \| \| 22,7 \| Rosen-Neudorf \| Rosen-Neudorf \| \| \| 23,5 \| Hockenberg (nur Güterverkehr) \| Hockenberg (nur Güterverkehr) \| \| \| \| von Goldberg \| \| \| \| \| \| \| \| \| 24,8 \| Neudorf (Gröditzberg) Kleinbahnhof (später: West) \| Neudorf (Gröditzberg) Kleinbahnhof (später: West) \| \| \| \| \| \| \| \| \| nach Löwenberg \| \| |                         |                                                   |                                                   |
| |                         |                                                   |                                                   |
| Kopfbahnhof Streckenanfang (Strecke außer Betrieb) | 0,0                     | Bunzlau Kleinbahnhof (später: Ost) Bolesławiec    | Bunzlau Kleinbahnhof (später: Ost) Bolesławiec    |
| |                         |                                                   |                                                   |
| Abzweig geradeaus und nach links (Strecke außer Betrieb) |                         | nach Modlau                                       | nach Modlau                                       |
| Abzweig geradeaus und von links (Strecke außer Betrieb) |                         | Bunzlau Staatsbahnhof/Industriegleise             | Bunzlau Staatsbahnhof/Industriegleise             |
| Bahnhof (Strecke außer Betrieb) | 2,8                     | Gnadenberg                                        | Gnadenberg                                        |
| Haltepunkt / Haltestelle (Strecke außer Betrieb) | 4,2                     | Klein Krauschen Kruzyn                            | Klein Krauschen Kruzyn                            |
| |                         |                                                   |                                                   |
| Bahnhof (Strecke außer Betrieb) | 7,3 0,0                 | Alt Warthau-Nieschwitz (Alt Warthau am Goldbach)  | Alt Warthau-Nieschwitz (Alt Warthau am Goldbach)  |
| |                         |                                                   |                                                   |
| Strecke von links (außer Betrieb) · Abzweig geradeaus und nach rechts (Strecke außer Betrieb) |                         |                                                   |                                                   |
| Strecke (außer Betrieb) · Haltepunkt / Haltestelle (Strecke außer Betrieb) | 8,4                     | Alt Warthau Dorf                                  | Alt Warthau Dorf                                  |
| Bahnhof (Strecke außer Betrieb) · Strecke (außer Betrieb) | 1,6                     | Neu Warthau                                       | Neu Warthau                                       |
| Kopfbahnhof Streckenende (Strecke außer Betrieb) · Strecke (außer Betrieb) | 2,3                     | Neu Warthau West                                  | Neu Warthau West                                  |
| Abzweig geradeaus und nach links (Strecke außer Betrieb) |                         | Agl Grube Konrad                                  | Agl Grube Konrad                                  |
| Bahnhof (Strecke außer Betrieb) | 11,6                    | Mittlau                                           | Mittlau                                           |
| Abzweig geradeaus und von links (Strecke außer Betrieb) |                         | Agl Grube Konrad                                  | Agl Grube Konrad                                  |
| Haltepunkt / Haltestelle (Strecke außer Betrieb) | 14,6                    | Nieder Großhartmannsdorf (später: Nord)           | Nieder Großhartmannsdorf (später: Nord)           |
| Bahnhof (Strecke außer Betrieb) | 15,9                    | Ober Großhartmannsdorf                            | Ober Großhartmannsdorf                            |
| Bahnhof (Strecke außer Betrieb) | 20,7                    | Gröditzberg                                       | Gröditzberg                                       |
| Haltepunkt / Haltestelle (Strecke außer Betrieb) | 22,7                    | Rosen-Neudorf                                     | Rosen-Neudorf                                     |
| Dienststation / Betriebs- oder Güterbahnhof (Strecke außer Betrieb) | 23,5                    | Hockenberg (nur Güterverkehr)                     | Hockenberg (nur Güterverkehr)                     |
| Abzweig geradeaus und von links (Strecke außer Betrieb) |                         | von Goldberg                                      | von Goldberg                                      |
| |                         |                                                   |                                                   |
| Bahnhof (Strecke außer Betrieb) | 24,8                    | Neudorf (Gröditzberg) Kleinbahnhof (später: West) | Neudorf (Gröditzberg) Kleinbahnhof (später: West) |
| |                         |                                                   |                                                   |
| Strecke (außer Betrieb) |                         | nach Löwenberg                                    | nach Löwenberg                                    |

Die Bunzlauer Kleinbahn AG ist aus dem Zusammenschluss der Kleinbahn AG Bunzlau–Neudorf und der Kleinbahn AG Bunzlau–Modlau entstanden.

## Geschichte
Der ehemalige Landkreis Bunzlau in Niederschlesien erhielt bereits 1845/46 durch die Strecke Görlitz–Liegnitz der Niederschlesisch-Märkischen Eisenbahn-Gesellschaft einen Anschluss an das Eisenbahnnetz. Bis zur Jahrhundertwende kamen nur am Rande des Kreises Bahnstrecken hinzu, so dass vor allem die Bevölkerung in der Umgebung der Kreisstadt noch auf eine Bahnverbindung hoffte.
Daher gründeten der Preußische Staat, der Kreis und die Stadt Bunzlau mit der Bahnbaugesellschaft Lenz & Co GmbH sowie mit weiteren Interessenten zwei Kleinbahngesellschaften, deren Betriebsführung die Firma Lenz & Co GmbH übernahm.

## Kleinbahn-AG Bunzlau–Neudorf am Gröditzberg
Die am 27. März 1905 gegründete Kleinbahn-AG Bunzlau–Neudorf am Gröditzberg eröffnete am 10. April 1906 eine normalspurige Bahnstrecke von 25 Kilometern Länge, die von Bunzlau in südwestlicher Richtung führte und erst im Kreis Goldberg am Bahnhof Neudorf der Strecke Goldberg–Löwenberg endete.
Am 1. Oktober 1907 kam noch eine Zweigstrecke von Alt Warthau-Nieschwitz nach Neu Warthau hinzu, die vorwiegend dem Güterverkehr diente.
Eine weitere Güterbahn führte 3 km weit vom Kleinbahnhof Bunzlau zum Industriegleis.

## Kleinbahn-AG Bunzlau–Modlau
| Kursbuchstrecke: | 156h (1944), 263 (1961) |                                                |                                                |
| Streckenlänge: | 31,03 km                |                                                |                                                |
| Spurweite: | 1435 mm (Normalspur)    |                                                |                                                |
| |                         |                                                |                                                |
| \| \| 0,0 \| Bunzlau Kleinbahnhof (später: Ost) Bolesławiec \| Bunzlau Kleinbahnhof (später: Ost) Bolesławiec \| \| \| \| nach Neudorf \| \| \| \| \| Neudorf–Staatsbahnhof/Industriegleise \| \| \| \| \| Breslau–Kohlfuhrt \| \| \| \| \| von Bunzlau Staatsbahnhof \| \| \| \| \| Agl \| \| \| \| 3,39 \| Neu Schönfeld \| Neu Schönfeld \| \| \| \| Agl Chemiewerk \| \| \| \| 5,28 \| Nieder Schönfeld Kraśnik Dolny \| Nieder Schönfeld Kraśnik Dolny \| \| \| 7,85 \| Eichberg Dąbrowa Bolesławiecka \| Eichberg Dąbrowa Bolesławiecka \| \| \| 11,02 \| Groß Gollnisch Golnice \| Groß Gollnisch Golnice \| \| \| 14,29 \| Kittlitztreben Trzebień \| Kittlitztreben Trzebień \| \| \| 19,31 \| Kretschamberg Karczmarka \| Kretschamberg Karczmarka \| \| \| 23,28 \| Waldmühlhäuser \| Waldmühlhäuser \| \| \| 25,90 \| Greulich Barowiki \| Greulich Barowiki \| \| \| 26,75 \| Gremsdorf Gromadka \| Gremsdorf Gromadka \| \| \| 29,10 \| Modlau Dorf \| Modlau Dorf \| \| \| 31,03 \| Modlau Kleinbahnhof (später: Nord) Modła \| Modlau Kleinbahnhof (später: Nord) Modła \| \| \| \| von Modlau Staatsbahnhof \| \| \| \| \| nach Sagan \| \| |                         |                                                |                                                |
| Kopfbahnhof Streckenanfang (Strecke außer Betrieb) | 0,0                     | Bunzlau Kleinbahnhof (später: Ost) Bolesławiec | Bunzlau Kleinbahnhof (später: Ost) Bolesławiec |
| Abzweig geradeaus und nach rechts (Strecke außer Betrieb) |                         | nach Neudorf                                   | nach Neudorf                                   |
| Kreuzung (Strecken außer Betrieb) |                         | Neudorf–Staatsbahnhof/Industriegleise          | Neudorf–Staatsbahnhof/Industriegleise          |
| Kreuzung geradeaus oben (Strecke geradeaus außer Betrieb) |                         | Breslau–Kohlfuhrt                              | Breslau–Kohlfuhrt                              |
| Abzweig ehemals geradeaus und von links |                         | von Bunzlau Staatsbahnhof                      | von Bunzlau Staatsbahnhof                      |
| Abzweig geradeaus und von links |                         | Agl                                            | Agl                                            |
| Haltepunkt / Haltestelle | 3,39                    | Neu Schönfeld                                  | Neu Schönfeld                                  |
| Abzweig ehemals geradeaus und nach links |                         | Agl Chemiewerk                                 | Agl Chemiewerk                                 |
| Bahnhof (Strecke außer Betrieb) | 5,28                    | Nieder Schönfeld Kraśnik Dolny                 | Nieder Schönfeld Kraśnik Dolny                 |
| Bahnhof (Strecke außer Betrieb) | 7,85                    | Eichberg Dąbrowa Bolesławiecka                 | Eichberg Dąbrowa Bolesławiecka                 |
| Bahnhof (Strecke außer Betrieb) | 11,02                   | Groß Gollnisch Golnice                         | Groß Gollnisch Golnice                         |
| Bahnhof (Strecke außer Betrieb) | 14,29                   | Kittlitztreben Trzebień                        | Kittlitztreben Trzebień                        |
| Haltepunkt / Haltestelle (Strecke außer Betrieb) | 19,31                   | Kretschamberg Karczmarka                       | Kretschamberg Karczmarka                       |
| Haltepunkt / Haltestelle (Strecke außer Betrieb) | 23,28                   | Waldmühlhäuser                                 | Waldmühlhäuser                                 |
| Haltepunkt / Haltestelle (Strecke außer Betrieb) | 25,90                   | Greulich Barowiki                              | Greulich Barowiki                              |
| Bahnhof (Strecke außer Betrieb) | 26,75                   | Gremsdorf Gromadka                             | Gremsdorf Gromadka                             |
| Haltepunkt / Haltestelle (Strecke außer Betrieb) | 29,10                   | Modlau Dorf                                    | Modlau Dorf                                    |
| Bahnhof (Strecke außer Betrieb) | 31,03                   | Modlau Kleinbahnhof (später: Nord) Modła       | Modlau Kleinbahnhof (später: Nord) Modła       |
| Abzweig ehemals geradeaus und von rechts |                         | von Modlau Staatsbahnhof                       | von Modlau Staatsbahnhof                       |
| Strecke |                         | nach Sagan                                     | nach Sagan                                     |

Die Kleinbahn-AG Bunzlau–Modlau wurde am 3. Oktober 1912 gegründet und nahm auf ihrer 31 Kilometer langen Strecke am 20. Dezember 1913 den Betrieb auf. Diese führte von Bunzlau nach Norden bis Kittlitztreben, bog dann rechtwinklig nach Osten ab und erreichte ihren Betriebsmittelpunkt Gremsdorf. Sie endete am Kleinbahnhof Modlau, dessen Staatsbahnhof an der Strecke Liegnitz–Sagan lag.

## Bunzlauer Kleinbahn AG

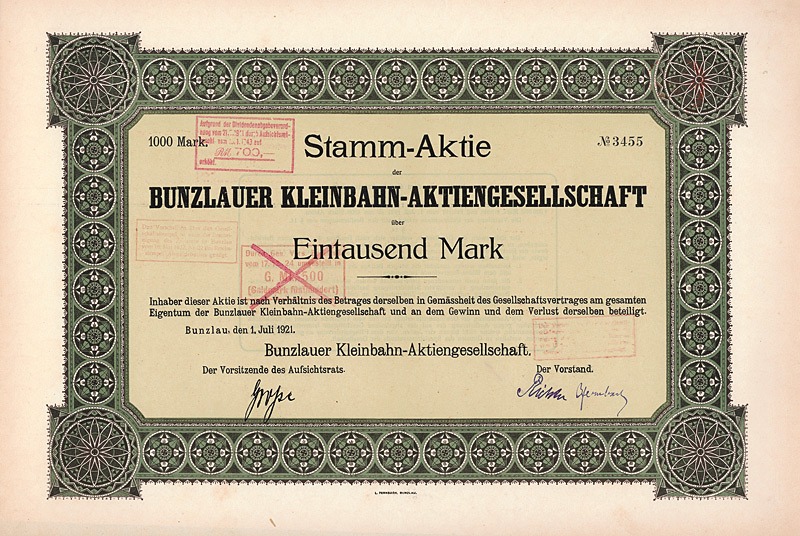
Aktie über 1000 Mark der Bunzlauer Kleinbahn-AG vom 1. Juli 1921

Am 4. April 1921 beschlossen die Aktionäre den Zusammenschluss beider Gesellschaften zur Bunzlauer Kleinbahn AG. Die AG für Verkehrswesen besaß zuletzt 25 % der Aktien.
Das Netz war nun über 60 Kilometer lang und wurde seit September 1937 durch eine Omnibuslinie von 13 Kilometern Länge ergänzt. Das Angebot im Personenverkehr lag eher über dem Durchschnitt der Kleinbahnen. Etwa von 1914 bis zur Mitte der dreißiger Jahre wurde die Neudorfer Strecke fünfmal am Tage befahren, die Modlauer nur dreimal, dazu kamen noch Züge, die nur eine Teilstrecke bedienten. Der Fahrplan vom Sommer 1939 stellt einen Höhepunkt dar: Sieben Zugpaare von Bunzlau nach Neudorf und fünf bis Gremsdorf, davon vier weiter nach Modlau, wurden angeboten. Während des Zweiten Weltkriegs wurde die Neudorfer Strecke mit drei (sonntags vier) Zugpaaren von der Modlauer mit fünf (sonntags drei) übertroffen.
1945 übernahm die Polnische Staatsbahn (PKP) die Strecken. 1956 verkehrten nach Modlau nur noch zwei Zugpaare täglich, 1961 nur noch ein Zugpaar, im Laufe des Jahres wurde der Personenverkehr dann eingestellt. Der Güterverkehr zwischen Nieder Schönfeld und Kittlitztreben wurde 1992, zwischen Kittlitztreben und Modlau Ende 2000 eingestellt. Der Anschluss zu den chemischen Werken Wiesau ist noch in Betrieb.
Im Güterverkehr wurden mehrere Eisenhüttenwerke und Sägewerke an der Strecke bedient. Durch den Bunzlauer Stadtforst südlich von Modlau gab es reichlich Holzverkehr. Seit 1921 wurde nördlich von Bunzlau ein drei Kilometer langes Industriegleis bedient. 1940 wurde nördlich von Bunzlau mit dem Bau einer Kupferhütte begonnen, die bis 1944 fertiggestellt wurde, aber nicht mehr in Betrieb ging. 2013 liegen dort die Chemischen Werke. Das Anschlussgleis ist heute noch (2013) vorhanden und wird auf der Schiene bedient. Der Verkehr war so rentabel, dass regelmäßig Dividenden ausgeschüttet wurden, 1933/34 bis 1940/41 waren es sogar sechs Prozent.

## Fahrzeuge
Die Kleinbahn Bunzlau–Neudorf hatte 1905 drei dreiachsige Lokomotiven von LHW erhalten, 1907 kam noch eine Lokomotive von Vulcan dazu. Für die Kleinbahn Bunzlau–Modlau wurden 1913 drei ebensolche Lokomotiven bei Orenstein & Koppel beschafft.
Für den gestiegenen Verkehr wurden 1928 zwei Lokomotiven vom Typ ELNA 3 beschafft, 1935 eine Dritte. Dafür wurden 1928 und 1935 je zwei ältere Lokomotiven verkauft. Sie waren durch die Beschaffung von zwei Triebwagen 1934 und 1935 bei WUMAG entbehrlich geworden. 1944 wurden dann noch zwei ELNA 6 geliefert. 
Im Jahre 1939 waren sechs Dampflokomotiven, zwei Triebwagen, 17 Personen-, zwei Pack- und 53 Güterwagen sowie ein Kraftomnibus vorhanden.
Im Februar 1945 wurden Evakuierungszüge Richtung Westen durchgeführt. Am 14. Februar waren in Luckau an der Niederlausitzer Eisenbahn die drei noch verbliebenen Dreiachser sowie zwei ELNA 3 und beide ELNA 6 angekommen. Alle Maschinen wurden 1949 von der Deutschen Reichsbahn übernommen. Die dritte ELNA 3 wurde bei der Braunschweig-Schöninger Eisenbahn aufgefunden. 